# La iniciación (película de 1987)
La iniciación (Les Exploits d'un jeune Don Juan en Francia y L'iniziazione en Italia) es una película de comedia erótica franco-italiana de 1987, escrita y dirigida por Gianfranco Mingozzi. La película se basa libremente en la novela de 1911 Les Exploits d'un jeune Don Juan de Guillaume Apollinaire.

## Sinopsis
Roger es un joven de 16 años que llega a la casa familiar para pasar sus vacaciones; período en el que Roger buscará desesperadamente perder su virginidad. Sus esfuerzos iniciales no tienen éxito, pero tras estallar la Primera Guerra Mundial, todos los hombres de la casa se ven obligados a marchar al frente batalla, excepto Roger. Es a partir de aquí que a Roger se le presentan varias oportunidades sexuales con las mujeres de la casa, llegando incluso a tener relaciones sexuales con su hermana y su tía, a quienes deja embarazadas. Tras esto, Roger intentará casar a las mujeres con otros hombres para evitar un escándalo.

## Reparto
- Serena Grandi como Ursula.
- Fabrice Josso como Roger.
- Claudine Auger como la madre.
- Marina Vlady como Madame Muller.
- François Perrot como el padre.
- Virginie Ledoyen como Bertha.
- Alexandra Vandernoot como Elisa.
- Bérangère Bonvoisin como tía Margarita.
- Aurélien Recoing como Adolphe.
- Rosette como Helene.
- Laurent Spielvogel como Sr. Frank.
- Marion Peterson como Kate.
- Yves Lambrecht como Roland.
- Rufus como El Monje.

## Calificaciones
| Sitio | Calificación | Calificación     | Calificación | Ref.  |
| Sitio | Estrellas    | Estrellas        | Votos        | Ref.  |
| ----- | ------------ | ---------------- | ------------ | ----- |
| IMDb  | 5.6 de 10    | 5.6/10 estrellas | 4,300        | [ 3 ] |